# Tuffi ai campionati europei di nuoto 2008 - Trampolino 3 metri femminile
Il concorso del trampolino 3 metri femminile si è svolto il 18 e 19 marzo 2008 al Pieter van den Hoogenband Zwemstadion di Eindhoven, nei Paesi Bassi e vi hanno partecipato 24 atlete.

## Formato
Alle semifinali sono stati ammesse le 12 tuffatrici meglio classificate nel turno preliminare.

## Programma
| Data          | Ora (UTC+1) | Turno       |
| ------------- | ----------- | ----------- |
| 23 marzo 2008 | 12:00       | Preliminari |
| 23 marzo 2008 | 16:30       | Finale      |

## Medaglie
| Posizione | Atleta           | Paese    |
| --------- | ---------------- | -------- |
| Oro       | Julija Pachalina | Russia   |
| Argento   | Katja Dieckow    | Germania |
| Bronzo    | Olena Fedorova   | Ucraina  |

## Risultati
In verde sono indicati i finalisti
| Oro     | Julija Pachalina      | Russia        | 323,30 | 1  | 347,40          | 1               |                 |                 |                 |
| Argento | Katja Dieckow         | Germania      | 284,10 | 8  | 330,80          | 2               |                 |                 |                 |
| Bronzo  | Olena Fedorova        | Ucraina       | 293,40 | 6  | 319,70          | 3               |                 |                 |                 |
| 4       | Tania Cagnotto        | Italia        | 282,30 | 9  | 318,60          | 4               |                 |                 |                 |
| 5       | Ditte Kotzian         | Germania      | 319,15 | 3  | 317,75          | 5               |                 |                 |                 |
| 6       | Nóra Barta            | Ungheria      | 295,10 | 5  | 308,25          | 6               |                 |                 |                 |
| 7       | Anna Lindberg         | Svezia        | 302,70 | 4  | 293,70          | 7               |                 |                 |                 |
| 8       | Anastasia Pozdnyakova | Russia        | 321,90 | 2  | 286,75          | 8               |                 |                 |                 |
| 9       | Jenifer Benitez       | Spagna        | 265,25 | 11 | 250,55          | 9               |                 |                 |                 |
| 10      | Leyre Eizaguirre      | Spagna        | 268,40 | 10 | 244,70          | 10              |                 |                 |                 |
| 11      | Villo Kormos          | Ungheria      | 259,10 | 12 | 237,30          | 11              |                 |                 |                 |
| 12      | Maria Voloshchenko    | Ucraina       | 286,35 | 7  | 215,40          | 12              |                 |                 |                 |
| 13      | Veronika Kratochwil   | Austria       | 255,30 | 13 | Non qualificate | Non qualificate | Non qualificate | Non qualificate | Non qualificate |
| 14      | Ksenia Kondrashenkova | Bielorussia   | 244,25 | 14 | Non qualificate | Non qualificate | Non qualificate | Non qualificate | Non qualificate |
| 14      | Clémence Monnery      | Francia       | 244,25 | 14 | Non qualificate | Non qualificate | Non qualificate | Non qualificate | Non qualificate |
| 16      | Louise Van Hoof       | Gran Bretagna | 237,85 | 16 | Non qualificate | Non qualificate | Non qualificate | Non qualificate | Non qualificate |
| 17      | Francesca Dallapé     | Italia        | 231,30 | 17 | Non qualificate | Non qualificate | Non qualificate | Non qualificate | Non qualificate |
| 18      | Jodie McGroarty       | Gran Bretagna | 222,70 | 18 | Non qualificate | Non qualificate | Non qualificate | Non qualificate | Non qualificate |
| 19      | Raisa Geurtsen        | Paesi Bassi   | 221,35 | 19 | Non qualificate | Non qualificate | Non qualificate | Non qualificate | Non qualificate |
| 20      | Darya Romenskaya      | Bielorussia   | 219,15 | 20 | Non qualificate | Non qualificate | Non qualificate | Non qualificate | Non qualificate |
| 21      | Saara Haapanen        | Finlandia     | 205,55 | 21 | Non qualificate | Non qualificate | Non qualificate | Non qualificate | Non qualificate |
| 22      | Marija Ivezic         | Serbia        | 195,05 | 22 | Non qualificate | Non qualificate | Non qualificate | Non qualificate | Non qualificate |
| 23      | Milica Stjepanovic    | Serbia        | 175,85 | 23 | Non qualificate | Non qualificate | Non qualificate | Non qualificate | Non qualificate |
| 24      | Çağla Tokat           | Turchia       | 117,90 | 24 | Non qualificate | Non qualificate | Non qualificate | Non qualificate | Non qualificate |